# Seyi Olajengbesi
Seyi Tunde Olajengbesi (* 17. November 1980 in Ibadan) ist ein ehemaliger nigerianischer Fußballspieler auf der Position eines Abwehrspielers.

## Karriere

### Im Verein
Er spielte bei Shooting Stars FC Ibadan, von 1997 bis 2000 bei Plateau United und von 2001 bis 2003 bei Julius Berger FC Lagos. Im Januar 2004 wechselte er zum SC Freiburg in die deutsche Bundesliga. Sein Start in der Rückrunde der Saison 2003/04 war jedoch sehr durchwachsen. Da er auch noch nicht die Sprache konnte, hatte er große Anpassungsschwierigkeiten.
In der zweiten Saison im Breisgau lief es für den robusten Abwehrspieler besser, bis er sich im August 2004 verletzte und mehrere Monate ausfiel. Im Bundesliga-Spiel gegen Borussia Mönchengladbach (1:1) hatte SC-Trainer Volker Finke den Nigerianer in der 41. Minute ausgewechselt, nachdem sich der damals 23 Jahre alte Abwehrspieler ohne Einwirken eines Gegners einen Kreuzbandriss zugezogen hatte.
Bis zum Abstieg des SC Freiburg in der Saison 2004/05 absolvierte er aufgrund seiner Verletzung zwölf Fußball-Bundesliga-Spiele.
In der Saison 2005/06 gehört er in der 2. Fußball-Bundesliga zur Stammformation der Freiburger. Nachdem er in der Saison 2007/08 unter dem neuen Trainer Robin Dutt in der Hinrunde nur noch Ersatzspieler war, wurde er im Januar 2008 zunächst für den Rest der Saison dem Ligakonkurrenten Alemannia Aachen überlassen, die ihn sodann für die zuvor vereinbarte Ablösesumme von 100.000 € bis 2010 fest verpflichtete. In der Innenverteidigung der Alemannia konnte er sich recht schnell in die Stammformation spielen.
Am 12. Februar 2010 verlängerte Olajengbesi seinen Vertrag vorzeitig bis 2012 mit einer Option um ein weiteres Jahr. Nach den Mittelfeldplätzen dreizehn (2010) und zehn (2011) endete die Saison 2011/12 für ihn und die Alemannia mit dem Abstieg aus der 2. Bundesliga. Am 24. Januar 2013 löste Olajengbesi aufgrund ausbleibender Gehaltszahlungen seinen Vertrag mit Alemannia Aachen auf.
Sechs Tage später unterschrieb er einen Vertrag beim Zweitligisten SV Sandhausen.
Mittlerweile arbeitet er im Fanshop von Alemannia Aachen.

### Nationalmannschaft
Für die Nationalelf Nigerias absolvierte er zwischen 2002 und 2004 sieben Länderspiele.